# Lontana da te
Lontana da te è un singolo della cantante italiana Syria, pubblicato nel 2017 ed estratto dall'album 10 + 10.
Il brano è stato scritto da Il Cile.

## Tracce
- Download digitale

1. Lontana da te – 3:41